# Großsteingräber bei Rolde
Die Großsteingräber bei Rolde sind zwei megalithische Grabanlagen der jungsteinzeitlichen Westgruppe der Trichterbecherkultur in Rolde, einem Ortsteil von Aa en Hunze in der niederländischen Provinz Drenthe. Die Gräber tragen die Van-Giffen-Nummern D17 und D18.

## Lage
Die Gräber befinden sich am nördlichen Ortsrand von Rolde direkt westlich des Friedhofs. Grab D18 liegt nur etwa 60 m südlich von D17. 2,3 km westnordwestlich befindet sich das Großsteingrab Balloo (D16).

## Forschungsgeschichte

### 16.–19. Jahrhundert
Anthonius Schonhovius Batavus (Antony van Schoonhove) erwähnte bereits 1547 ein Großsteingrab bei Rolde, das unter dem Namen „Duvels Kut“ („Teufelsfotze“) bekannt war. Es ist allerdings unklar, auf welches der beiden Gräber er sich bezog. 1706 führten Johannes Hofstede und Abraham Rudolph Kymmel eine Ausgrabung an Grab D17 durch. Dabei fanden sie unter anderem angeblich einen blauen Topf mit vergoldeten Streifen. Vor 1818 wurden in Grab D18 bei einer nicht wissenschaftlichen Grabung Keramikscherben gefunden. Leonhardt Johannes Friedrich Janssen, Kurator der Sammlung niederländischer Altertümer im Rijksmuseum van Oudheden in Leiden, besuchte 1847 einen Großteil der noch erhaltenen Großsteingräber der Niederlande, darunter auch die Gräber bei Rolde, und publizierte im folgenden Jahr das erste Überblickswerk mit Baubeschreibungen und schematischen Plänen der Gräber. Janssens Nachfolger Willem Pleyte unternahm 1874 zusammen mit dem Fotografen Jan Goedeljee eine Reise durch Drenthe und ließ dort erstmals alle Großsteingräber systematisch fotografieren. Auf Grundlage dieser Fotos fertigte er Lithografien an. Conrad Leemans, Direktor des Rijksmuseums, unternahm 1877 unabhängig von Pleyte eine Reise nach Drenthe. Jan Ernst Henric Hooft van Iddekinge, der zuvor schon mit Pleyte dort gewesen war, fertigte für Leemans Pläne der Großsteingräber an. Leemans’ Bericht blieb allerdings unpubliziert. 1878 erfolgte eine Dokumentation durch William Collings Lukis und Henry Dryden, die auf Anregung von Augustus Wollaston Franks die Provinz Drenthe bereisten und dabei sehr genaue Grundriss- und Schnittzeichnungen von 40 Großsteingräbern anfertigten.

### 20. und 21. Jahrhundert
Zwischen 1904 und 1906 dokumentierte der Mediziner und Amateurarchäologe Willem Johannes de Wilde alle noch erhaltenen Großsteingräber der Niederlande durch genaue Pläne, Fotografien und ausführliche Baubeschreibungen. Seine Aufzeichnungen zu den Gräbern bei Rolde sind allerdings verloren gegangen. 1918 dokumentierte Albert Egges van Giffen die beiden Anlagen für seinen Atlas der niederländischen Großsteingräber. 1873, 1931, 1936, 1954, 1965 und 1993 erfolgten Restaurierungen. 1936 und 1964 wurde nach möglichen Standlöchern von Umfassungssteinen gesucht, was aber ergebnislos blieb. Seit 1992 sind die Anlagen Nationaldenkmale (Rijksmonumenten). 2017 wurden die Anlagen zusammen mit den anderen noch erhaltenen Großsteingräbern der Niederlande in einem Projekt der Provinz Drente und der Reichsuniversität Groningen von der Stiftung Gratama mittels Photogrammetrie in einem 3D-Atlas erfasst.

## Beschreibung

### Grab D17
Bei der Anlage handelt es sich um ein ostsüdost-westnordwestlich orientiertes Ganggrab. Die Grabkammer hat eine Länge von 13,9 m und eine Breite von 3,8 m. Sie besitzt sieben Wandsteine an der nördlichen und acht an der südlichen Langseite, ein weiterer Stein liegt vor der Südseite. Die Schmalseiten weisen jeweils einen Abschlussstein auf. Alle acht Decksteine sind noch erhalten, aber nur der östlichste liegt noch auf den Wandsteinen auf. Die restlichen Decksteine liegen entweder nur noch auf einer Seite auf oder sind vollständig in die Kammer gestürzt. An der Mitte der südlichen Langseite befindet sich ein Gang, der aus zwei Wandsteinen besteht.

### Grab D18

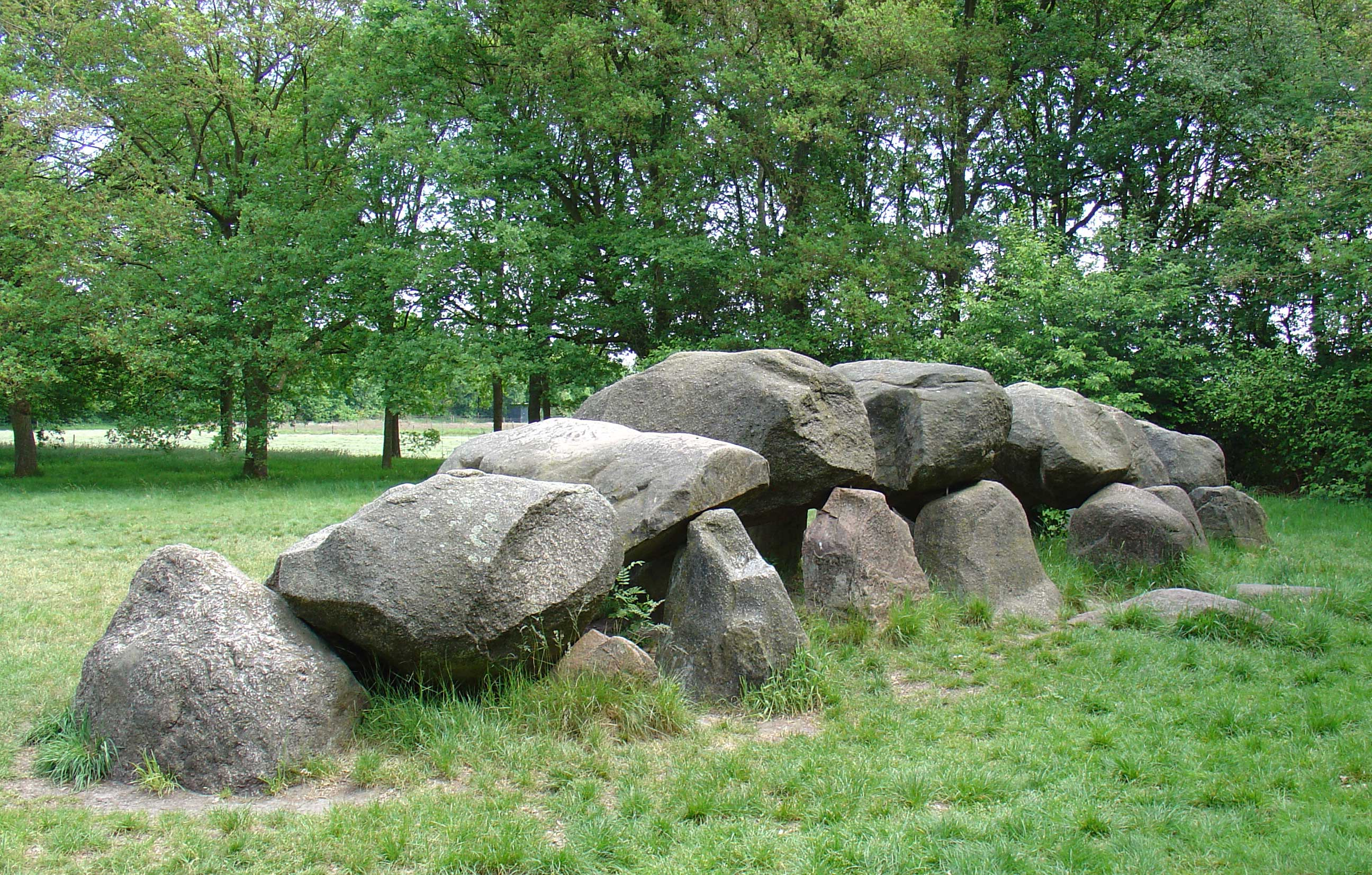
Grab D18

Auch bei D18 handelt es sich um ein ostsüdost-westnordwestlich orientiertes Ganggrab. Es ist D17 sehr ähnlich, aber etwas kleiner. Die Grabkammer hat eine Länge von 12,6 m und eine Breite von 3,5 m. Sie besitzt sieben Wandsteinpaare an den Langseiten, je einen Abschlussstein an den Schmalseiten und sieben Decksteine, die alle auf den Wandsteinen aufliegen. Vor dem von Westen aus gesehen vierten und fünften Wandstein befindet sich ein Gang, der aus zwei Wandsteinen besteht.

## Funde

### Bestattungen
Aus den beiden Gräbern stammen geringe Reste von Leichenbrand. Die geborgene Menge betrug 91,4 g in Grab D17 und 19,4 g in Grab D18. Die Knochen in D17 gehörten zu zwei Individuen, die in D18 zu einem Individuum. Sterbealter und Geschlecht ließen sich bei keinem davon mehr bestimmen.

### Beigaben
In Grab D17 wurden auch geringe Reste von verbrannten Tierknochen gefunden. Die geborgene Menge betrug nur 2 g. Ob es sich um Reste von Werkzeugen oder von Speiseopfern handelte, ließ sich nicht mehr feststellen.